# Basilika der Mutter der Barmherzigkeit (Maribor)
Die Basilika der Mutter der Barmherzigkeit (slowenisch Bazilika Matere Usmiljenja) ist ein römisch-katholisches Kirchengebäude im Rang einer Basilica minor in Maribor, Slowenien. Sie wird vom Orden der Franziskaner betreut.

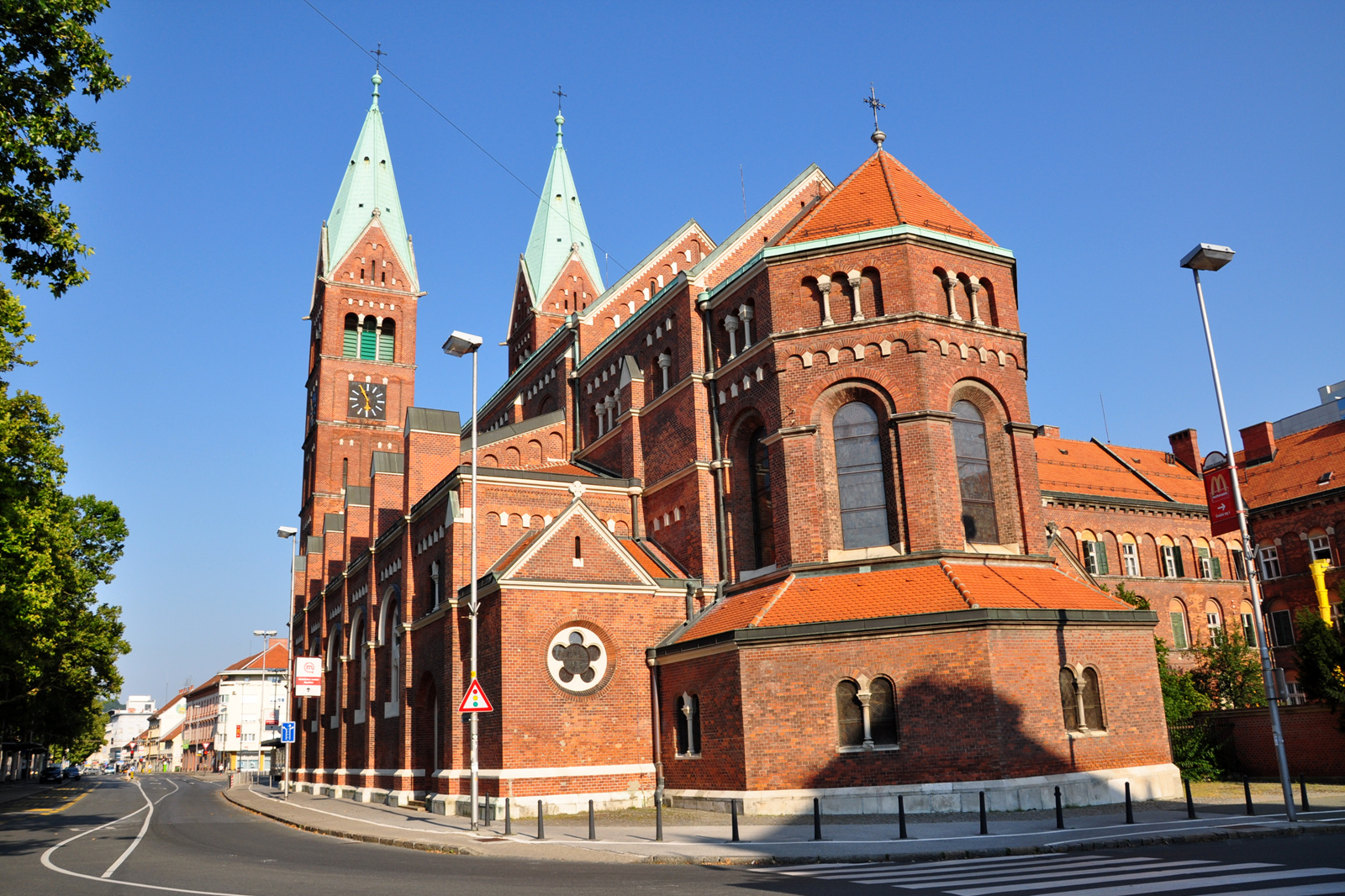
Basilika der Mutter der Barmherzigkeit

## Lage und Architektur

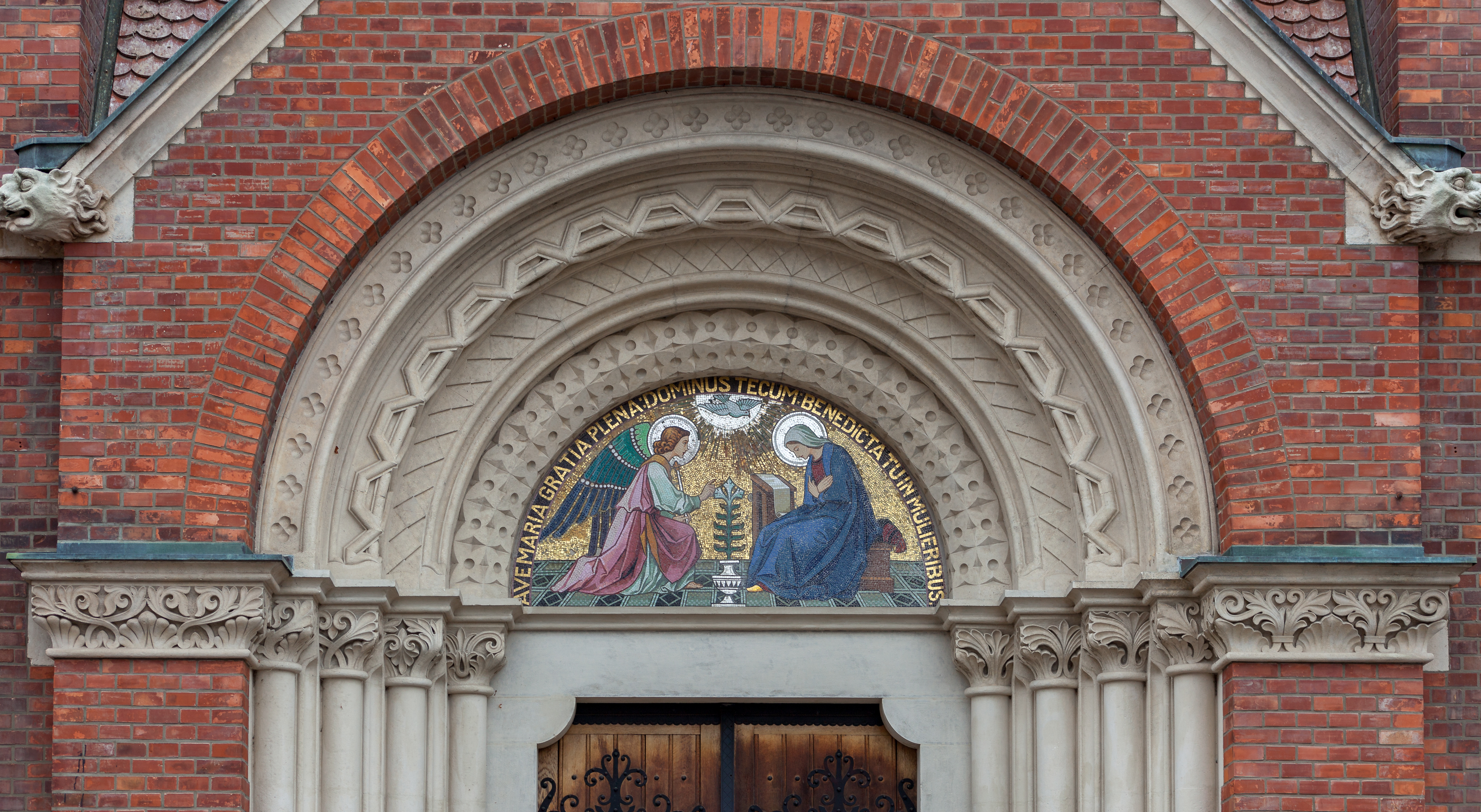
Details der Frontfassade

Die nördlich der Drau gelegene Basilika im neuromanischen Stil ist ein Werk des Wiener Architekten Richard Jordan. Die Bauleitung hatte der Hofbaumeister Josef Schmalzhofer aus Wien inne. Das südlich an das Kirchengebäude anschließende, zweistöckige Franziskanerkloster wurde ebenfalls von Jordan und Schmalzhofer realisiert.
Die dreischiffige Basilika besitzt an ihrer Frontseite zwei mächtige Kirchtürme mit einer Höhe von jeweils 58 Metern. Auch das Kircheninnere wurde vom Architekten Richard Jordan gestaltet. Die von ihm entworfene Kanzel weist Reliefs mit Abbildungen der lateinischen Kirchenväter Gregor, Hieronymus, Augustinus von Hippo und Ambrosius von Mailand auf. Am Dach der Kanzel stellt eine Statue Johannes den Täufer dar. Der Hochaltar mit dem Gnadenbild Mutter der Barmherzigkeit besteht aus 17 verschiedenen Marmor-Arten. Außerdem gibt es sechs Seitenaltäre in der Kirche.

## Geschichte

Catharina Klauber: Gnadenbild Mutter der Barmherzigkeit, Kupferstich um 1750, im Vordergrund die Minoritenkirche mit Kloster

Die Basilika der Mutter der Barmherzigkeit steht auf dem Gelände der ehemaligen Kapuzinerkirche, die im 17. Jahrhundert auf Betreiben von Graf Johann Jakob Khisl von Kaltenbrunn erbaut wurde. Auf Grund der wachsenden Anzahl an Gläubigen initiierte der Franziskanerpater Kalist Heric den Neubau einer größeren Kirche. Mit den Bauarbeiten wurde 1892 begonnen und am 11. August 1900 wurde die neue Kirche durch Bischof Michael Napotnik geweiht. Am 7. November 1906 wurde sie von Papst Pius X. in den Rang einer Basilica minor erhoben, woran eine vom akademischen Bildhauer Viktor Gojkovič gestaltete Plakette über dem Hauptportal erinnert. Heute beherbergt die Basilika der Mutter der Barmherzigkeit die von den Franziskanern betreute Marienpfarre im Dekanat Maribor des Erzbistums Maribor.

## Gnadenbild Mutter der Barmherzigkeit
Das Gnadenbild Mutter der Barmherzigkeit wurde von einer Gräfin Stubenberg im Jahr 1746 nach Graz zur Reparatur gebracht. Dort soll es eine erste Wunderheilung bewirkt haben. Ein Jahr lang befand sich das Gnadenbild dann in der Schlosskapelle von Schloss Freybühel in Hengsberg, bis es die Gräfin 1747 der Minoritenkirche von Maribor spendete. Als das Minoritenkloster im Zuge der josephinischen Reformen geschlossen wurde, kam das Gnadenbild zunächst in die Kapuzinerkirche von Maribor und von dort schließlich in die Basilika der Mutter der Barmherzigkeit.

## Orgel
Die Orgel aus dem Jahr 1900 ist ein Werk des Orgelbaumeisters Josef Brandl aus Maribor. Sie hatte damals 32 Register auf zwei Manualen und Pedal. 1951 wurde das Instrument durch den Orgelbauer Andrej Benda umgebaut und erweitert. Es wurde 1992  von Franc Jenko restauriert und nochmals unter anderem um ein drittes Manual erweitert und enthält nun 41 Register.